# Nguyễn Diệu Linh
Nguyễn Diệu Linh (sinh ngày 08 tháng 03 năm 1990 tại thành phố Hải Phòng) đoạt được danh hiệu Miss Global Tourism -Hoa hậu Du lịch Toàn cầu năm 2018  và được trao vương miện vào ngày 16 tháng 5 năm 2018 tại Bangkok, Thái Lan 
Diệu Linh cũng là đại diện Việt Nam từng tham gia các đấu trường nhan sắc trong khu vực. Hiện tại, Diệu Linh tập trung vào công việc kinh doanh, từ thiện và ít tham gia hoạt động trong ngành giải trí.

## Tiểu sử
Diệu Linh sinh ra tại Hải Phòng trong một gia đình có truyền thống làm việc trong ngành luật. Sau khi tốt nghiệp trường Cao đẳng du lịch Hải Phòng, cô quyết định Nam tiến và hoạt động với vai trò người mẫu và kinh doanh thời trang tại Thành phố Hồ Chí Minh.

## Sự nghiệp

#### 2010 - Bắt đầu sự nghiệp
Diệu Linh bắt đầu sự nghiệp người mẫu bằng việc tham gia cuộc thi Siêu mẫu Việt Nam 2010. Tại cuộc thi ngày, cô lọt vào top 10 chung cuộc.

#### 2012 – cuộc thi Ngôi Sao Người Mẫu Tương Lai
Cô giành giải Giải Bạc của cuộc thi đồng thời đạt giải phụ Miss Photogenic - "Người đẹp ảnh".

#### 2013 – cuộc thi Siêu Mẫu Châu Á
Sau khi đạt giải tại cuộc thi tìm kiếm Ngôi Sao Người Mẫu Tương Lai, Diệu Linh được Cục nghệ thuật biểu diễn cấp phép tham gia cuộc thi Siêu Mẫu Châu Á 2013 tại Nam Ninh, Trung Quốc. Đại diện của Việt Nam đã lọt vào Top 10 chung cuộc tại cuộc thi này.

#### 2014 - cuộc thi Hoa hậu Du lịch Quốc tế
Tham gia cuộc thi khi chưa được Cục Nghệ thuật biểu diễn cấp phép, Diệu Linh chịu khá nhiều áp lực. Tuy nhiên, cô khiến dư luận trong nước bất ngờ khi mang về danh hiệu Miss Southeast Asia - Hoa hậu khối Đông Nam Á. 
Ngoài ra, trang phục áo dài (do nhà thiết kế Tuấn Hải thực hiện) mà người đẹp trình diễn cũng đoạt giải "Trang phục dân tộc đẹp nhất" trong đêm chung kết cuộc thi Hoa hậu Du lịch Quốc tế tại Malaysia.

#### 2016– giám khảo khách mời game show "Hãy nghe tôi hát"
Sau 2 năm ít tham gia các hoạt động giải trí và sự kiện, Diệu Linh quay trở lại với tư cách giám khảo khách mời cùng với nhạc sĩ Đức Huy, ca sĩ Phương Dung và ca sĩ Ngọc Sơn.

#### 2017 – giám khảo cuộc thi Hoa khôi du lịch
Cô được mời làm giám khảo phần thi phụ "Miss Talent" trong khuôn khổ cuộc thi Miss Tourism 2017 (Hoa khôi Du lịch Việt Nam).

#### 2018– cuộc thi Nữ hoàng Du lịch Quốc tế
Tại cuộc thi Nữ hoàng Du lịch Quốc tế 2018, đại diện Việt Nam Nguyễn Diệu Linh được xướng tên với danh hiệu Miss Tourism Global - Hoa hậu Du lịch Toàn cầu trong đêm chung kết diễn ra tại thủ đô Bangkok, Thái Lan. Đây được coi là thành tích tốt nhất của Việt Nam tại đấu trường nhan sắc này.

## Sự cố sau đăng quang
Sau khi Nguyễn Diệu Linh được xướng tên đoạt danh hiệu "Hoa hậu Du lịch Toàn cầu 2018", một sự cố hy hữu đã xảy ra ngay trong phần trao giải. Khi chương trình đang phát sóng trực tiếp, ban tổ chức đã quên không trao vương miện cho Diệu Linh trong đêm chung kết. Ngay sau đó đại diện ban tổ chức đã lên sân khấu để trao thêm vương miện cho Diệu Linh. 
Ngoài ra, đích thân ông Sean Chia - chủ tịch cuộc thi Miss Tourism Global đã nói lời xin lỗi sau sự cố và đến Việt Nam để thực hiện nghi thức trao lại vương miện cho Nguyễn Diệu Linh.

## Hoạt động từ thiện
Ngoài góp mặt tại các sàn diễn thời trang và sự kiện giao lưu văn hóa trong nước, Diệu Linh cũng thường xuyên đồng hành cùng các hoa hậu khác tham gia hoạt động thiện nguyện phục vụ cộng đồng, giúp đỡ các cá nhân có hoàn cảnh khó khăn và các chiến dịch bảo vệ môi trường.